# Jákó, Somogy
Jákó  este un sat în districtul Kaposvár, județul Somogy, Ungaria, având o populație de 663 de locuitori (2011). 

## Demografie
Componența etnică a satului Jákó
     Maghiari (89,55%)
     Romi (9,06%)
     Necunoscut (0,61%)
     Germani (0,77%)
     Alții (0,61%)
Componența confesională a satului Jákó
     Romano-catolici (51,28%)
     Fără religie (9,95%)
     Reformați (7,39%)
     Necunoscută (30,77%)
     Atei (0,6%)
     Alte religii (0,6%)
Conform recensământului din 2011, satul Jákó avea 663 de locuitori. Din punct de vedere etnic, majoritatea locuitorilor (89,55%) erau maghiari, cu o minoritate de romi (9,06%). Apartenența etnică nu este cunoscută în cazul a 0,61% din locuitori.  Din punct de vedere confesional, majoritatea locuitorilor (51,28%) erau romano-catolici, existând și minorități de persoane fără religie (9,95%) și reformați (7,39%). Pentru 30,77% din locuitori nu este cunoscută apartenența confesională.